# Христо Ангелов (Велгощи)
Вижте пояснителната страница за други личности с името Христо Ангелов.
Христо Костов Ангелов е български революционер, деец на Вътрешната македоно-одринска революционна организация.

## Биография
Христо Ангелов е роден през 1880 година в охридското село Велгощи, тогава в Османската империя. Присъединява се към ВМОРО и действа като куриер на четите. Заловен е от турските власти и е изтезаван. Участва в Илинденско-Преображенското въстание от 1903 година с четата на Антон Шибаков и се сражава на Рашанец и Бигла. След това продължава да живее в родното си село, където се жени и има три деца.
Участва в Първата световна война в състава на Втори пехотен македонски полк от 11 Македонска дивизия. В 1916 година е награден със Знак на военния орден „За храброст“, IV ст.
Дочаква освобождението на Вардарска Македония през 1941 година. Умира през 1943 година в София.